# Орловка (Воздвиженский сельсовет)
Орловка (баш. ) — упразднённый посёлок (ранее — деревня) в Воздвиженском сельсовете муниципального района Альшеевский район Республики Башкортостана России.

## Географическое положение
Находилась возле деревни Клиновка.
Расстояние до:
- районного центра (Раевский): км.,
- центра сельсовета (Воздвиженка): км.,
- ближайшей железнодорожной станции (Аксеново): км.

## Население
Жители переселились с Орловской губернии, отсюда название Орловка.
Закон «О внесении изменений в административно-территориальное устройство Республики Башкортостан в связи с образованием, объединением, упразднением и изменением статуса населенных пунктов, переносом административных центров» от 20 июля 2005 года N 211-з постановил:

ст. 4. Упразднить следующие населенные пункты:

1) в Альшеевском районе:

в) поселок Орловка Воздвиженского сельсовета;